# Helicopsyche cymodoce
Helicopsyche cymodoce är en nattsländeart som beskrevs av Schmid 1993. Helicopsyche cymodoce ingår i släktet Helicopsyche och familjen Helicopsychidae. Inga underarter finns listade i Catalogue of Life.